# Martinez (California)
La ciudad de Martinez es la sede del condado de Contra Costa, en el estado de California, Estados Unidos. En el censo de 2010 tenía una población de 35.824 habitantes. El centro de la ciudad conserva numerosos edificios históricos. Martinez se sitúa en la orilla sur del estrecho de Carquinez dentro del área metropolitana de San Francisco.
Fue fundada en 1849 durante la fiebre del oro californiana como una parada para el ferrocarril que conectaba San Francisco con Sacramento. Se convirtió en sede del condado en 1850 aunque no llegó a ser considerada oficialmente ciudad hasta 1876.
Fue la residencia del naturalista y preservacionista John Muir desde 1880 hasta su muerte ocurrida en 1914. Muir fue enterrado aproximadamente a dos kilómetros al sur del edificio que hoy alberga el John Muir National Historic Site. Joe DiMaggio nació en Martinez en 1914. En 1915 la compañía petrolera Shell construyó cerca de Martinez una refinería de petróleo lo que ocasionó un considerable aumento de las edificaciones y la población. Hoy en día continúa siendo un importante puerto y centro de procesamiento petrolífero.

## Geografía
Martinez se encuentra situada en 38°0′2″N 122°7′12″O / 38.00056, -122.12000.
De acuerdo con la Oficina del Censo de los Estados Unidos, la ciudad abarca un área total de 34,8 km² (13,4 mi²). De los que 31,7 km² (12,2 mi²) son tierra y 3,1 km² (1,2 mi²) son agua.

## Demografía
Al censo del 2010, había 35.824 personas, 14.976 casas, y 9619 familias que residían en la ciudad. La densidad demográfica era de 1029,4 hab/km². De la población total de la ciudad 27.603 (77,1%) eran blancos, 1303 (3,6%) afroamericanos, 255 (0,7%) nativos americanos, 2.876 (8,0%) asiáticos, 121 (0,3%) isleños pacíficos, 1425 (4,0%) de otras razas, y 2241 (6,3%) de dos o más razas. Además, 5258 (14,7%) eran hispanos o latinos de cualquier raza.

## Educación
La Biblioteca del Condado de Contra Costa gestiona la biblioteca de Martinez Library.